# Veslanje na Poletnih olimpijskih igrah 1932
Veslanje na Poletnih olimpijskih igrah 1932 je obsegalo sedem disciplin v moški kategoriji. Tekme so se odvijale med 9. avgustom in 13. avgustom 1932. 

## Pregled medalj
| Dogodek               | Zlato | Srebro | Bron |
| Enojec                | Henry »Bobby« Pearce Avstralija | William Miller ZDA | Guillermo Douglas Urugvaj |
| Dvojni dvojec         | ZDA · Kenneth Myers · William Gilmore | Nemčija · Herbert Buhtz · Gerhard Boetzelen | Kanada Charles Pratt Noël de Mille |
| Dvojec brez krmarja   | Združeno kraljestvo Lewis Clive Hugh Edwards | Nova Zelandija Cyril Stiles Fred Thompson | Poljska Henryk Budziński Jan Krenz-Mikołajczak                                                                                         |
| Dvojec s krmarjem     | ZDA · Joseph Schauers · Charles Kieffer · Edward Jennings                                                                                           | Poljska Jerzy Braun Janusz Ślązak Jerzy Skolimowski                                                                                                 | Francija · Anselme Brusa · André Giriat · Pierre Brunet                                                                                |
| Četverec brez krmarja | Združeno kraljestvo John Badcock Hugh Edwards Jack Beresford Rowland George                                                                         | Nemčija · Karl Aletter · Ernst Gaber · Walter Flinsch · Hans Maier                                                                                  | Italija Antonio Ghiardello Francesco Cossu Giliante D'Este Antonio Garzoni Provenzani                                                  |
| Četverec s krmarjem   | Nemčija · Hans Eller · Horst Hoeck · Walter Meyer · Joachim Spremberg · Carlheinz Neumann                                                           | Italija Bruno Vattovaz Giovanni Plazzer Riccardo Divora Bruno Parovel Giovanni Scher                                                                | Poljska Jerzy Braun Janusz Ślązak Stanisław Urban Edward Kobyliński Jerzy Skolimowski                                                  |
| Osmerec               | ZDA · Edwin Salisbury · James Blair · Duncan Gregg · David Dunlap · Burton Jastram · Charles Chandler · Harold Tower · Winslow Hall · Norris Graham | Italija Vittorio Cioni Mario Balleri Renato Bracci Dino Barsotti Roberto Vestrini Guglielmo Del Bimbo Enrico Garzelli Renato Barbieri Cesare Milani | Kanada Earl Eastwood Joseph Harris Stanley Stanyar Harry Fry Cedric Liddell William Thoburn Donald Boal Albert Taylor George MacDonald |

## Države udeleženke
Na igrah je nastopilo 153 veslačev iz 13 držav:
- Avstralija - 1
- Brazilija - 18
- Kanada - 16
- Francija - 5
- Nemčija - 16
- Združeno kraljestvo - 15
- Italija - 20
- Japonska - 14
- Nizozemska - 2
- Nova Zelandija - 11
- Poljska - 8
- ZDA - 26
- Urugvaj - 1

## Razporeditev medalj
| Mesto | Država              | Zlato | Srebro | Bron | Skupaj |
| 1     | ZDA                 | 3     | 1      | 0    | 4      |
| 2     | Združeno kraljestvo | 2     | 0      | 0    | 2      |
| 3     | Nemčija             | 1     | 2      | 0    | 3      |
| 4     | Avstralija          | 1     | 0      | 0    | 1      |
| 5     | Italija             | 0     | 2      | 1    | 3      |
| 6     | Poljska             | 0     | 1      | 2    | 2      |
| 7     | Nova Zelandija      | 0     | 1      | 0    | 1      |
| 8     | Kanada              | 0     | 0      | 2    | 2      |
| 9     | Urugvaj             | 0     | 0      | 1    | 1      |
| 9     | Francija            | 0     | 0      | 1    | 1      |